# Comunità laiche marianiste
Le Comunità laiche marianiste (in spagnolo Comunidades laicas marianistas, sigla C.L.M.) sono un'associazione internazionale di fedeli di diritto pontificio.

## Storia
Le origini della branca secolare della famiglia marianista risalgono alle congregazioni mariane fondate nel 1800 a Bordeaux da Guillaume-Joseph Chaminade e all'associazione femminile fondata ad Agen da Adèle de Batz de Trenquelléon: i primi membri delle suore e dei padri marianisti provenivano da queste associazioni.
Nel 1993 i laici marianisti si riunirono a Santiago del Cile e si organizzarono dotandosi di una struttura di governo internazionale.
Il Pontificio consiglio per i laici riconobbe le Comunità laiche marianiste come associazione internazionale di fedeli di diritto pontificio il 25 marzo 2000.

## Attività e diffusione
Le Comunità laiche marianiste sono organizzate in gruppi locali, nazionali e regionali. I rappresentanti delle Comunità si riuniscono ogni quattro anni nell'Assemblea e un'Équipe internazionale permanente è incaricata di attuare le decisioni dell'Assemblea.
L'associazione è presente in 28 nazioni. La sede centrale dell'associazione è a Buenos Aires.